# Klaus Biedermann
Pour les articles homonymes, voir Biedermann.
Klaus Biedermann est un réalisateur et scénariste français d’origine allemande.

## Biographie
En 1985, il quitte Munich pour rentrer à l’École supérieure de réalisation audiovisuelle d’où il ressortira diplômé en 1988 avec une étude sur les lois et les effets du surdécoupage intitulée La démultiplication de la démultiplication. La même année il tourne son premier court-métrage en tant que réalisateur : L’Inconnu. Après son second court-métrage en 1989, Découpages, il réalise son premier téléfilm pour la télévision française, Sniper, qui est diffusé sur TF1. Ce dernier narre la malchance d’un tireur d’élite attrapé par la police à la place de son beau-frère dealer. En 1990 il se lance dans la réalisation d’un documentaire intitulé D’est en ouest / Un an en Allemagne.
Deux ans plus tard, il participe en tant que réalisateur à la série Extrême Limite pour laquelle il tournera trois épisodes. La même année, il coécrit et réalise Tam Tam Story pour TF1. L’année 1995 le voit réaliser un épisode pour la série La Mondaine. En 1996, il réalise un nouveau thriller pour la chaîne M6, Désirs noirs, où un homme, John, ayant perdu tout son argent en Afrique, décide de prendre un travail de garde du corps auprès d’une scénariste talentueuse dont il subira le joug amoureux. Parallèlement, Klaus Biedermann réalise des épisodes pour les séries Paris Police et 8ème district.
C’est en 1998 que sort sur les écrans son premier long-métrage pour le cinéma, Stringer (la mort en direct), financé par la société maintenant liquidée Paris-New-York production. Avec en tête d’affiche Elie Semoun et Burt Reynolds, le film dénonce les dérives propres à l’image et à son utilisation dans les médias, axant la réflexion sur le caractère voyeuriste de la société conduisant à la déshumanisation du filmeur. Peu à peu, le personnage principal, tout d’abord réticent à l’idée de filmer des agressions sans intervenir, sombre dans la folie.
Durant la première décennie des années 2000, il réalisera des épisodes pour les séries Julie Lescaut, Commissaire Moulin, Le Proc’, Sauveur Giordano, Section de recherches, R.I.S Police scientifique et Femmes de loi. En 2010 il revient à la fiction télévisée en tournant Equinoxes pour TF1.

## Filmographie

### Télévision

#### Téléfilm
- 1989 : Sniper
- 1992 : Tam Tam Story
- 1996 : Désirs noirs
- 2010 : L'Ombre du Mont-Saint-Michel
- 2011 : Équinoxes
- 2018 : Meurtres à Colmar

#### Série télévisée
- 1992 : Extrême Limite
- 1995 : La Mondaine
- 1996 : Paris Police et 8ème district
- 2001-2002 : Julie Lescaut
- 2003 : Commissaire Moulin
- 2004 : Le Proc' et Sauveur Giordano
- 2006 : Section de recherches
- 2006-2007 : R.I.S Police scientifique
- 2008 : Femmes de loi
- 2016 : Le sang de la vigne - épisode 20 Retour à Nantes

### Cinéma
- 1998 : Stringer avec Burt Reynolds, Elie Semoun[1]

### Court métrage
- 1988 : L'Inconnu
- 1989 : Découpages

## Documentaires
- 1990 : D’est en ouest / Un an en Allemagne